# 本田村 (岐阜県)
本田村（ほんでんむら）はかつて岐阜県本巣郡に存在した村である。
合併で穂積町になった後、2003年（平成15年）5月1日に巣南町と合併し瑞穂市となっている。現在の地名は、本田、只越になる。
現在の瑞穂市の北部、五六川と糸貫川にはさまれた地域にあたる。

## 歴史
- 江戸時代、中山道の河渡宿と美江寺宿の中間にあたる本田には立場が設置され、東町、仲町、西町があったという。
- 1670年（寛文10年） - この地域は天領であり、代官所として本田代官所が設置される。
- 1770年（明和7年） - 大垣藩に併合され、本田代官所は廃止される。以降もこの地域は天領であったが、大垣藩預かりとされていたという。
- 1875年（明治7年）8月 - 上本田村、下本田村が合併し、本田村になる。
- 1889年（明治22年）7月1日 - 町村制により、本田村が発足。
- 1897年（明治30年）4月1日 - 本田村、只越村が合併し、本田村になる。
- 1954年（昭和29年）11月3日 - 穂積町、牛牧村、生津村の一部（馬場、生津）と合併し、穂積町になる。

## 小・中学校
- 本田村立本田小学校（現・瑞穂市立本田小学校）
- 組合立瑞穂中学校（現・瑞穂市立穂積中学校）

## 史跡など
- 本田地蔵堂
- 本田代官所跡

## その他
- 1953年（昭和28年）の町村合併促進法により、本巣郡南部では、穂積町、船木村、川崎村、鷺田村、本田村、牛牧村の6町村での合併の計画が進められ、町名も「美和町」でほぼ決まっていたという。しかし、この町名が問題となり計画は白紙となっている。現在の瑞穂市は、1953年に計画された美和町とほぼ一致している。